# Bolinas
Bolinas ist ein census-designated place (CDP) in Marin County im US-Bundesstaat Kalifornien mit 1483 Einwohnern (Stand: 2020).
Die Bewohner des Ortes werden als „Hippies, Aussteiger und Exzentriker“ beschrieben.

## Geschichte
Bolinas ist durch Bolinas Bay, Bolinas Lagoon und den Pazifik von drei Seiten mit Wasser umgeben. Als Folge der Kollision zweier Öltanker wurde Bolinas Lagoon im Jahr 1971 stark mit Öl verunreinigt. Zur Bekämpfung der Ölverschmutzung kamen viele Umweltaktivisten nach Bolinas, von denen sich eine nicht unbedeutende Zahl dauerhaft im Ort niederließ.
Der abgeschieden liegende Ort ist überregional für seine öffentlichkeitsscheuen Bewohner bekannt, die über Jahrzehnte hinweg alle Wegweiser am Highway 1 abmontiert haben, um auf diese Weise einen Zustrom von Touristen zu unterbinden. In einer Abstimmung aus dem Jahr 1989 sprachen sich die Bewohner mit großer Mehrheit für eine Beibehaltung dieses Zustandes aus. Seit den 1970er Jahren ist zudem ein Moratorium für neue Wasserzähler in Kraft, das den Bau neuer Häuser und damit den Zuzug von Fremden verhindern soll.
Im Jahr 2003 gerieten die Bewohner von Bolinas in die Schlagzeilen, als sie über eine Petition von Jane ‚Dakar‘ Blethen abstimmten, die von der Presse als „unverständlich“ bezeichnet wurde. Blethen, die ihr Gesicht mit Schokolade bemalt, sich selbst als Künstlerin bezeichnet und über lange Zeit hinweg in den Büschen rund um den Ort lebte, hatte die Forderung aufgestellt, „Bolinas soll eine sozial anerkannte, naturliebende Stadt sein, denn das Wasser aus den Seen, die Heidelbeeren und die Bären zu lieben, heißt nicht, Hotels und Motorboote zu hassen. Dakar. Vorübergehend und zur Rettung des Lebens, der Stinktiere und der Füchse (Flugzeuge über dem Ozean) und zur Verschönerung.“ Von der Presse wurde vermutet, dass die Bewohner von Bolinas der Maßnahme schließlich zustimmten, um das eigene Karma nicht zu gefährden und weil offenbar durch die Annahme der Petition kein Schaden entstehen könne.
Das 3,6 km² große Siedlungsgebiet von Bolinas gehörte zur Rancho Las Baulines. 1981 beschrieb Ernest Callenbach in seinem Roman Ecotopia Emerging das Modell der Gesellschaft, die sich ökologisch und sozialverträglich selbst organisiert. Dabei berichtete er auch über Bolinas.

## Trivia
- Der Schriftsteller Richard Brautigan lebte hier bis zu seinem Tod.
- Die französische Künstlerin Sophie Calle kaufte sich zu Lebzeiten eine Grabstelle  auf dem Friedhof in Bolinas.[8]

## Ansichten

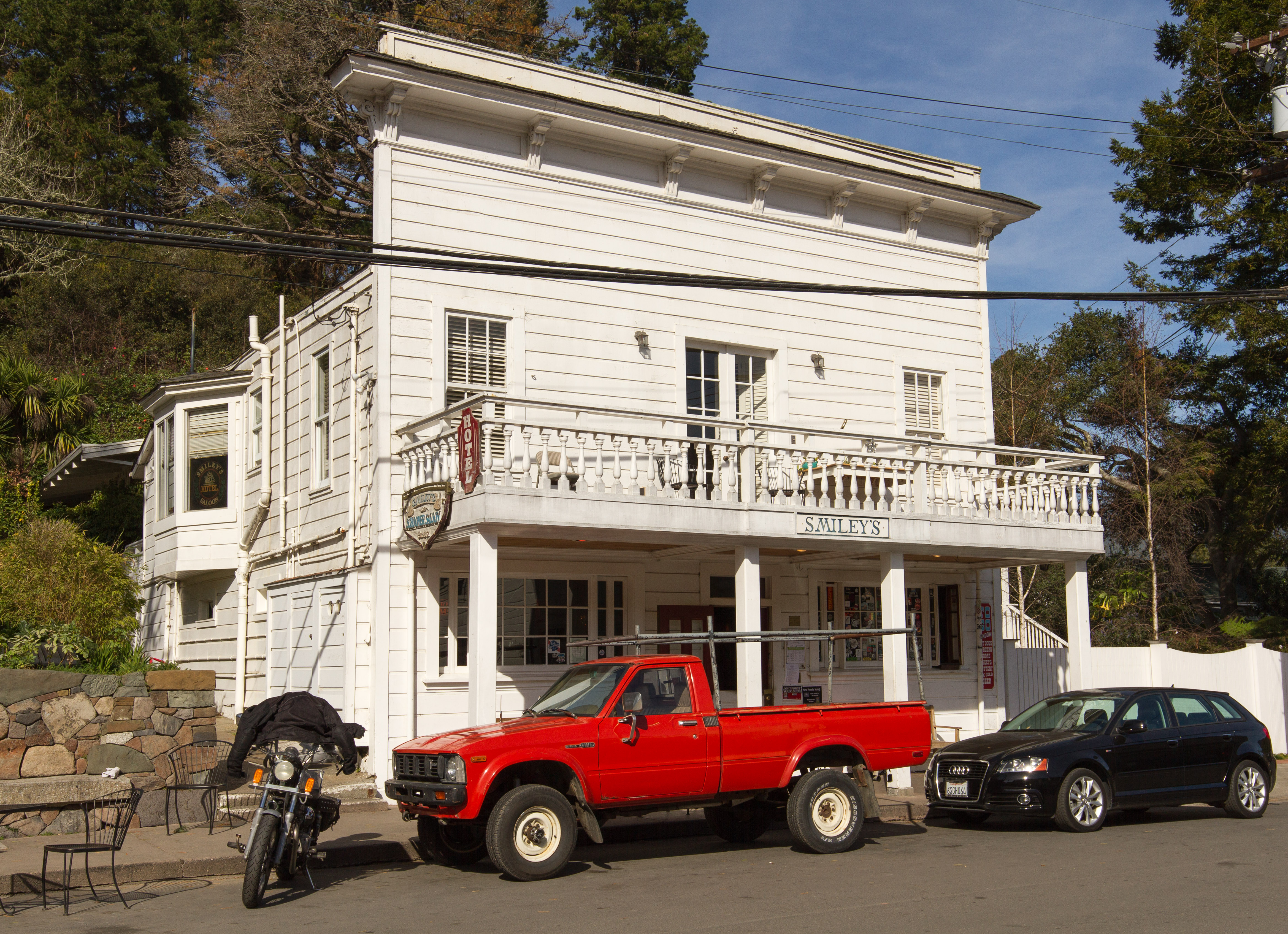
Smiley’s Saloon, gegründet 1851, ist einer der ältesten Saloons Kaliforniens
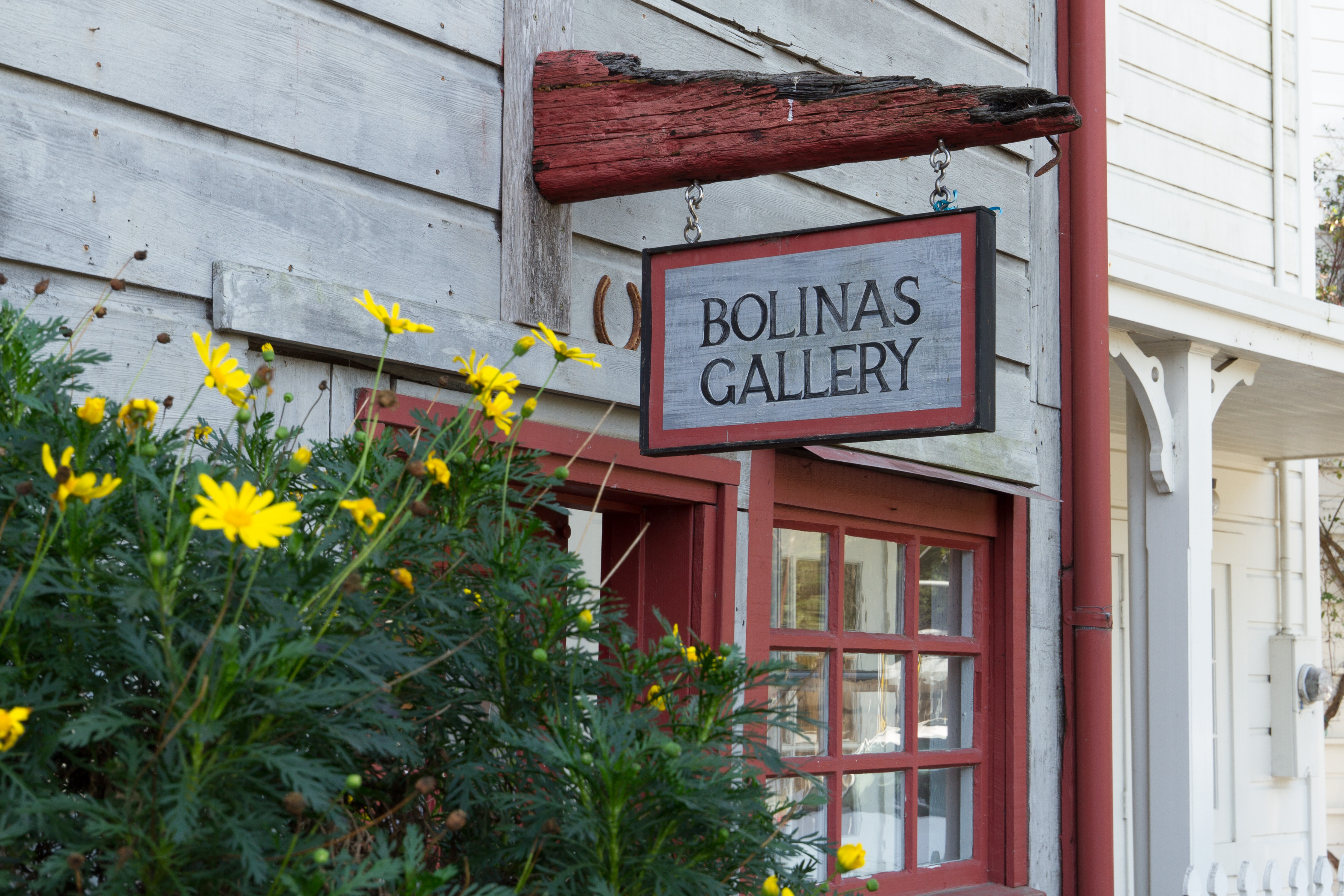
Eine der Galerien im Ort
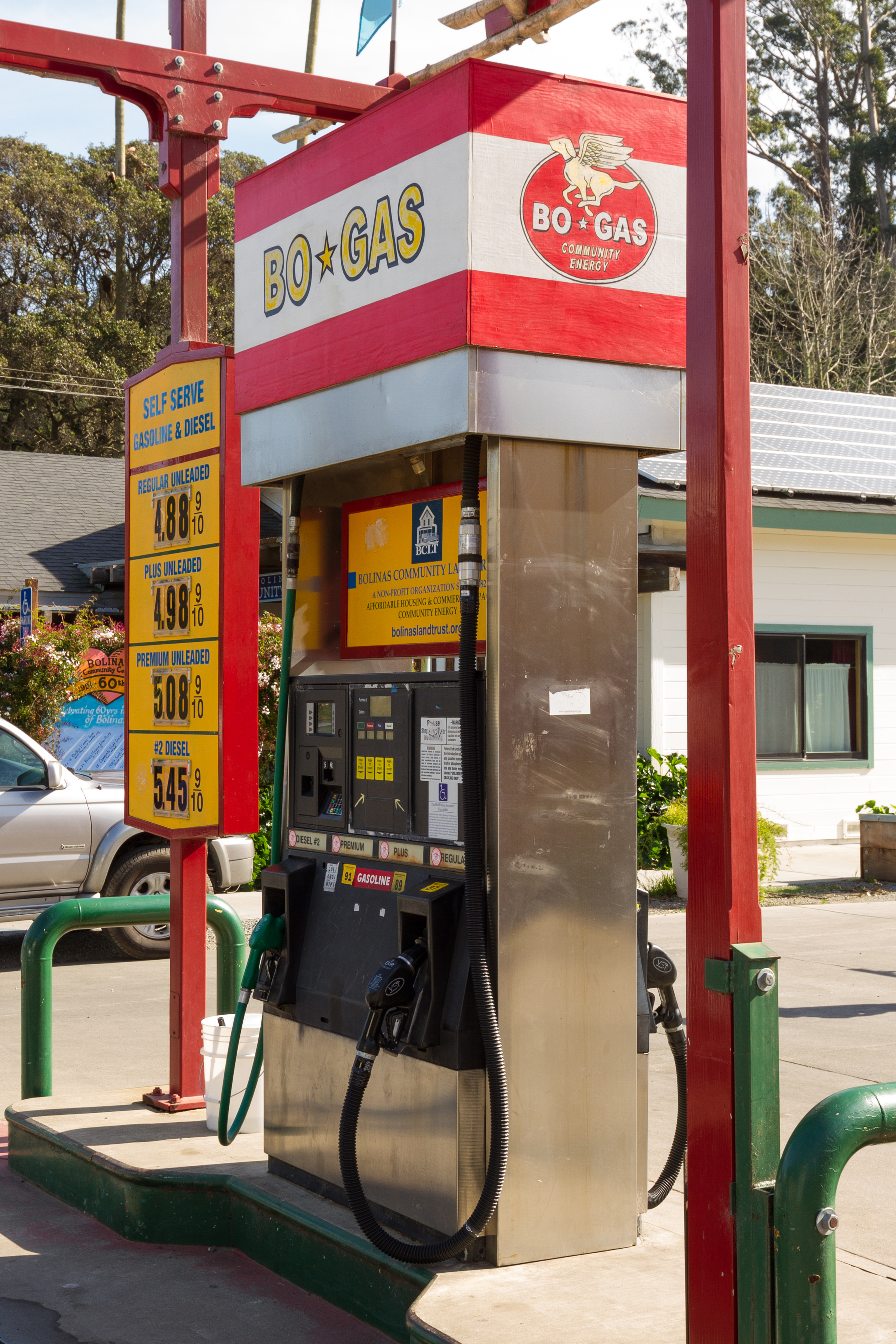
Unabhängige, von der Ortsgemeinschaft betriebene Tankstelle
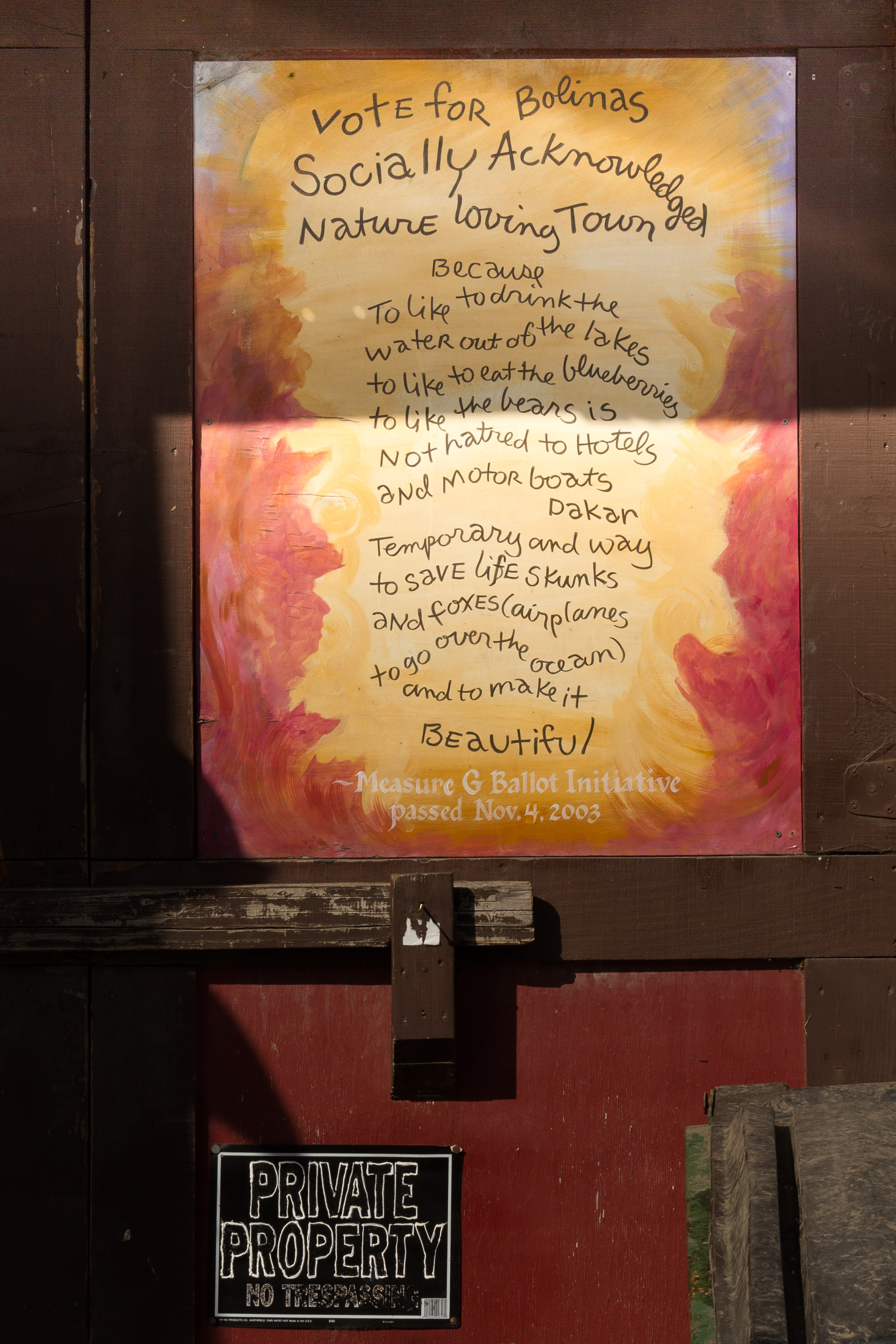
Text der von Jane Blethen initiierten „Measure G“ an einem Privathaus in Bolinas

## Söhne des Ortes
- Harmony Korine (* 1973), Filmregisseur und Autor